# لودفيكو ملك صقلية
لودفيكو الطفل (1337 - 16 أكتوبر 1355) كان ملك صقلية (باسم ملك تريناكريا) بين 1342 - 1355.